# ISO/IEC 19788
ISO/IEC 19788 Tecnología de la información - Aprendizaje, educación y formación - Metadatos para recursos de aprendizaje es una norma con varias partes preparada por el subcomité SC 36 del comité técnico conjunto ISO/IEC JTC 1, Tecnología de la Información para el Aprendizaje, Educación y Formación.
Se reconoce como un estándar ampliamente aceptado que aborda un tema relevante para múltiples comités o sectores, siendo esencial para garantizar la coherencia en el conjunto de productos de normalización. Este estándar proporciona especificaciones de atributos genéricos de elementos de datos y reglas que se utilizan para establecer de manera predecible el significado semántico de cualquier tipo de información, con el fin de respaldar los requisitos de adaptabilidad cultural y multilingüe a nivel global.

## Propósito original
Los metadatos de objetos de aprendizaje (LOM) según ISO 15836 Dublin Core (DC) e IEEE 1484.12.1-2002 se utilizan ampliamente para describir recursos de aprendizaje. Sin embargo, la interoperabilidad entre los conjuntos de datos de DC presenta desafíos, ya que solo se recomiendan las mejores prácticas. Por ejemplo, en lugar de usar ISO 8601, un elemento de fecha en DC puede estar escrito en un lenguaje simple y no ser procesable mediante consultas. Además, las definiciones ambiguas plantean otro desafío, ya que los elementos de datos y los valores de vocabulario pueden interpretarse de manera subjetiva. Por ejemplo, la fecha en DC puede estar vinculada a la hora de creación, actualización o publicación del recurso, lo cual puede resultar confuso.
En el caso del LOM, el elemento "Costo" solo puede tener los valores "sí" o "no", lo cual también aplica a los registros LOM, ya que se basan en una amplia variedad de perfiles de aplicaciones. Es aquí donde el estándar ISO/IEC 19788 busca proporcionar una compatibilidad óptima tanto con DC como con LOM, y permite cumplir con requisitos de adaptabilidad cultural y multilingüe desde una perspectiva global. Esta norma tiene dos propósitos principales:
- facilitar la identificación y especificación de los elementos de metadatos necesarios para describir un recurso de aprendizaje al proporcionar elementos de metadatos y sus atributos
- apoyar la búsqueda, el descubrimiento, la adquisición, la evaluación y el uso de recursos de aprendizaje por parte de los alumnos, instructores o procesos de software automatizados.

## Especificación de elementos de datos (DES)
Con el fin de evitar la ambigüedad y promover la interoperabilidad, los elementos de datos de los recursos de aprendizaje en los metadatos (MLR) se documentan mediante atributos.
| Atributo                     | Uso |
| ---------------------------- | --- |
| Identificador                | Numeración secuencial de DES dentro de una parte. Por ejemplo, ISO_IEC_19788-2:2011::DES0100 (Título) es el primer elemento de datos definido en la parte 2.                                                        |
| Nombre de la propiedad       | cadena de nombre de elemento de datos |
| Definición                   | cadena de definición de elemento de datos |
| Indicador lingüístico        | indica si múltiples equivalentes lingüísticos son posibles o no |
| Dominio                      | clase de recurso de elementos que pueden ser descritos por el elemento de datos, como Audiencia o Actividad de aprendizaje                                                                                          |
| codominio                    | puede ser un literal (como el título de un libro) o una clase de recurso (un conjunto de valores aceptados, como una lista de identificadores de términos de una lista de vocabulario controlado).                  |
| Reglas de valor de contenido | conjunto de reglas adjunto al DES, por ejemplo, el uso obligatorio de Unicode (ISO/IEC 10646-1:2003) |
| refina                       | indica si un DES es un refinamiento de otro. Por ejemplo, restringir los valores a ISO 8601 para el elemento de datos Date Dublin Core en un nuevo elemento de datos se considera como un refinamiento del primero. |
| ejemplo(s)                   | ejemplo(s) opcional(es) de valor |
| Nota(s)                      | información adicional opcional, como las mejores prácticas |

## Enfoque del marco de descripción de recursos
Así es, el marco de descripción de recursos es una metodología utilizada para describir conceptualmente la información de metadatos de un recurso de aprendizaje. Las afirmaciones sobre el recurso se realizan mediante tripletas RDF (sujeto, predicado, objeto), donde el sujeto representa el recurso de aprendizaje, el predicado es un identificador de propiedad que describe la propiedad específica del recurso, y el objeto es el valor de esa propiedad. Esta estructura de tripletas RDF permite representar información estructurada y enlazada, lo que facilita la interoperabilidad y la integración de datos de diversas fuentes.
| Sujeto | Predicado                     | Objeto                                    |
| ------ | ----------------------------- | ----------------------------------------- |
|        | ISO_IEC_19788-2:2011::DES0100 | Tortuga, termitas y atascos de tráfico@es |

En una tripletización de MLR, se utiliza un enfoque en el que el sujeto está representado por un identificador del recurso de aprendizaje, como una URI o un ISBN. El predicado, por su parte, se representa también como un identificador del elemento de datos de especificación (DES) de MLR, el cual es un literal. Por ejemplo, en "ISO_IEC_19788-2:2011::DES0100", se indica que el DES se encuentra en la parte 2 del estándar y que "DES0100" es el elemento de datos utilizado para identificar el título del recurso de aprendizaje. Por último, el objeto puede ser un literal, como en el caso del título del libro en este ejemplo, o una clase de recurso que contiene un conjunto de valores aceptados, como una lista de identificadores de términos de un vocabulario controlado.
Las computadoras poseen la habilidad de conectarse y consultar información estructurada de datos vinculados de forma fácil. Por ejemplo, un profesor que desee anotar un recurso de aprendizaje puede hacerlo en un solo triple RDFa. Un servicio de depósito podría recopilar información completa de un recurso de aprendizaje a partir de diversas fuentes externas, lo cual proporciona una visión más amplia y enriquecedora que un registro proveniente de un solo proveedor.

## Descripción de las piezas

### Parte 1: Marco
Ofrece directrices, normas y marcos para la especificación de la descripción de un recurso de enseñanza-aprendizaje.

### Parte 2: Elementos Dublin Core
Utiliza el marco presentado en la Parte 1 para describir los recursos de aprendizaje, basándote en un conjunto de 15 elementos de datos del conjunto de metadatos Dublin Core de ISO 15836:2009.

### Parte 3: Perfil de aplicación básico
Proporciona directrices detalladas para la adopción del estándar ISO/IEC 19788, al incluir restricciones en el uso de ciertos elementos de datos, utilizando el conjunto de elementos ISO/IEC 19788-2 como base.
La sección 3 busca fomentar la interoperabilidad entre repositorios, animando a las comunidades de usuarios a mejorar este perfil de aplicación mediante la incorporación de elementos de datos de otras autoridades, como IEEE-LOM y la extensión Dublin Core, así como la adición de restricciones de vocabulario.
Es probable que en las próximas ediciones de esta sección se agreguen elementos de datos adicionales de las Partes 4 y siguientes, tales como datos técnicos o educativos.

### Parte 4: Elementos técnicos
Ofrece datos en forma de metadatos acerca de los requerimientos técnicos, la ubicación y el tamaño relacionados con las condiciones.

### Parte 5: Elementos educativos
Ofrece una amplia variedad de datos que detallan cómo se utilizan o se planea utilizar los recursos de aprendizaje en diferentes contextos jurisdiccionales, culturales y lingüísticos. La descripción del uso pedagógico de un recurso de aprendizaje engloba anotaciones, contribuciones, currículo, resultados educativos, audiencia y actividades de aprendizaje.

### Parte 7: Encuadernaciones
La Sección 7 del marco MLR proporciona asignaciones RDF de las entidades MLR presentes, como elementos de datos, clases de recursos, perfiles de aplicación, registros MLR y grupos de elementos de datos. Además, se incluye una ontología OWL 2 DL para las clases de recursos y las especificaciones de elementos de datos, ofreciendo una representación alternativa.

### Parte 8: Elementos de datos para registros MLR
Esta sección habilita el almacenamiento de descripciones de recursos de aprendizaje en bases de datos y la compartición de dichas descripciones mediante mecanismos de recolección. Se puede utilizar para rastrear el proceso de edición de registros, incluyendo la identificación del autor de los metadatos globales, la última actualización del registro y el perfil de la aplicación utilizada para describir un recurso de aprendizaje.

### Parte 9: Elementos de datos para Personas
Ofrece datos que describan a individuos (tanto personas físicas como jurídicas) en relación con un recurso de aprendizaje.

### Parte 11: Migración de LOM a MLR
Ofrece pautas en forma de reglas y enfoques heurísticos para transformar un registro LOM (IEEE 1484.12.1-2002) en un conjunto de elementos de datos MLR de manera efectiva.